# Manfred Gerlach

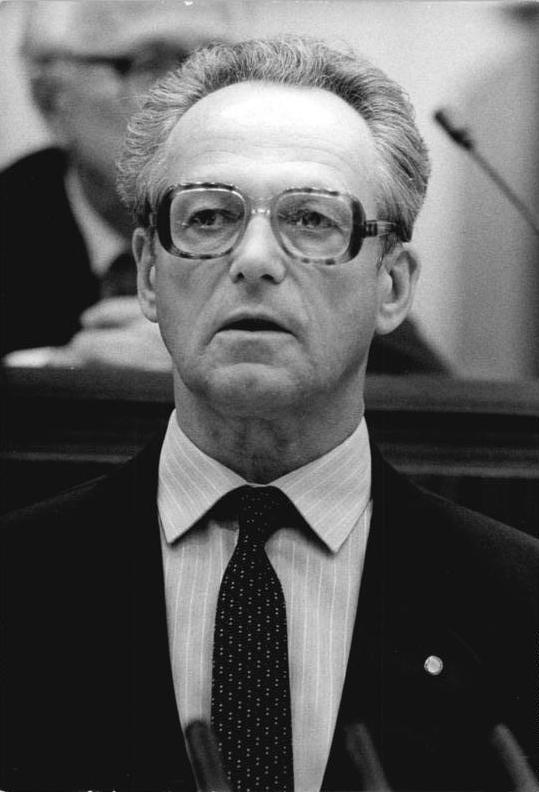
Manfred Gerlach (1986)

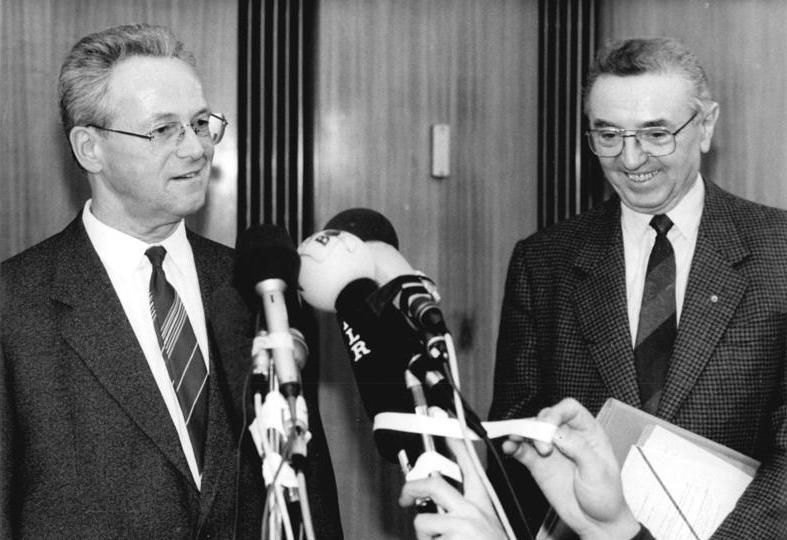
Manfred Gerlach mit Justizminister Hans-Joachim Heusinger (rechts) im Dezember 1989

Manfred Gerlach (* 8. Mai 1928 in Leipzig; † 17. Oktober 2011 in Berlin) war ein deutscher Politiker. Er war von 1967 bis 1990 LDPD-Vorsitzender, von 1960 bis 1989 stellvertretender Staatsratsvorsitzender und von Dezember 1989 bis April 1990 letzter Staatsratsvorsitzender der DDR.

## Leben

### Anfänge
Gerlach wurde nach Volks- und Mittelschule 1944 Justizangestellter. Wegen Gründung einer illegalen Jugendgruppe kam er im März desselben Jahres in Jugendarrest. 
1945 trat er der Liberaldemokratischen Partei Deutschlands bei. Von 1947 bis 1952 war er Mitglied des Landesverbandes Sachsen und Mitglied des Beirates für Jugendfragen beim Zentralverband der LDPD. Gerlach war von 1951 bis 1953 stellvertretender Vorsitzender und von 1954 bis 1967 Generalsekretär der Partei.
1946 war er Mitbegründer der FDJ in Leipzig. 1949 bis 1959 war er Mitglied im Zentralrat der FDJ. 1949 wurde er auch Mitglied der Volkskammer.
In den Jahren 1951 bis 1954 absolvierte Gerlach ein Fernstudium, promovierte daraufhin 1964 an der Deutschen Akademie für Staats- und Rechtswissenschaft „Walter Ulbricht“ zum Dr. jur. mit der Arbeit Funktion und Entwicklung der Liberal-Demokratischen Partei Deutschlands im Mehrparteiensystem der Deutschen Demokratischen Republik. 1984 wurde er Professor.

### Leipzig
Seit 1950 war Gerlach Stadtverordneter von Leipzig, und am 19. April 1950 wurde er von den Leipziger Stadtverordneten mit 54 gegen 13 bei 6 Enthaltungen zum Bürgermeister von Leipzig gewählt. Er selbst erinnerte sich später, dass er dabei zwar alle Stimmen der SED-Vertreter, aber nicht alle Stimmen der LDPD-Verordneten erhielt. Von 1952 bis 1954 war Gerlach stellvertretender Oberbürgermeister von Leipzig und stellvertretender Vorsitzender des Stadtrates.

### Staatsrat und Parteivorsitzender

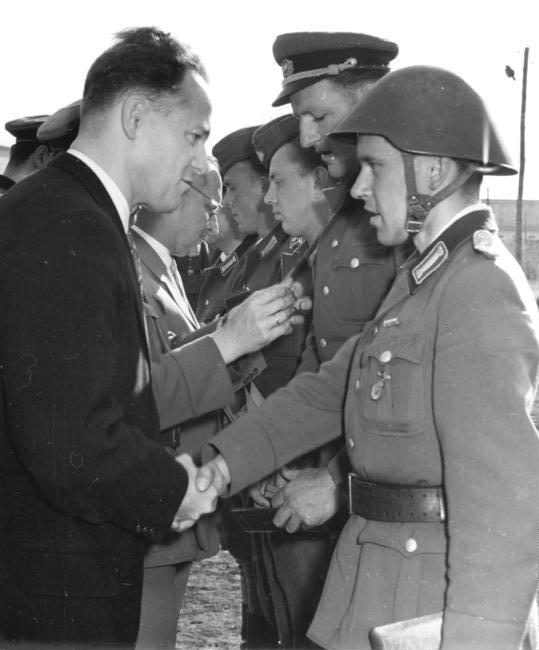
Manfred Gerlach verleiht 1961 Orden für den Mauerbau

Gerlach war von 1960 bis 1989 einer der Stellvertreter des Staatsratsvorsitzenden und stellvertretender Vorsitzender des Volkskammerausschusses für Nationale Verteidigung. Von 1967 bis 1990 war er (als Nachfolger von Max Suhrbier) Vorsitzender der LDPD. Als solcher gehörte er auch dem Präsidium des Nationalrates der Nationalen Front an.
Am 20. September 1989 stellte Gerlach als erster führender Politiker der DDR die Vormachtstellung der SED in Frage und forderte Reformen. Bei der Wahl eines neuen Präsidenten der Volkskammer unterlag er am 13. November 1989 Günther Maleuda, da dieser die Unterstützung der SED-Abgeordneten erhielt. Vom 6. Dezember 1989 bis zum 5. April 1990 war er als Nachfolger von Egon Krenz Vorsitzender des Staatsrates. Nach den ersten freien Wahlen im März 1990 wurde der Staatsrat abgeschafft.

### Spätere Jahre
Weiter im Jahr 1990 wurde er Mitglied des Bundes Freier Demokraten, danach der FDP. Nach der Einleitung eines Parteiausschlussverfahrens 1992 wegen des Vorwurfes, Leipziger LDPD-Mitglieder bei den sowjetischen Militärbehörden denunziert zu haben, trat Gerlach am 23. November 1993 aus der FDP aus.

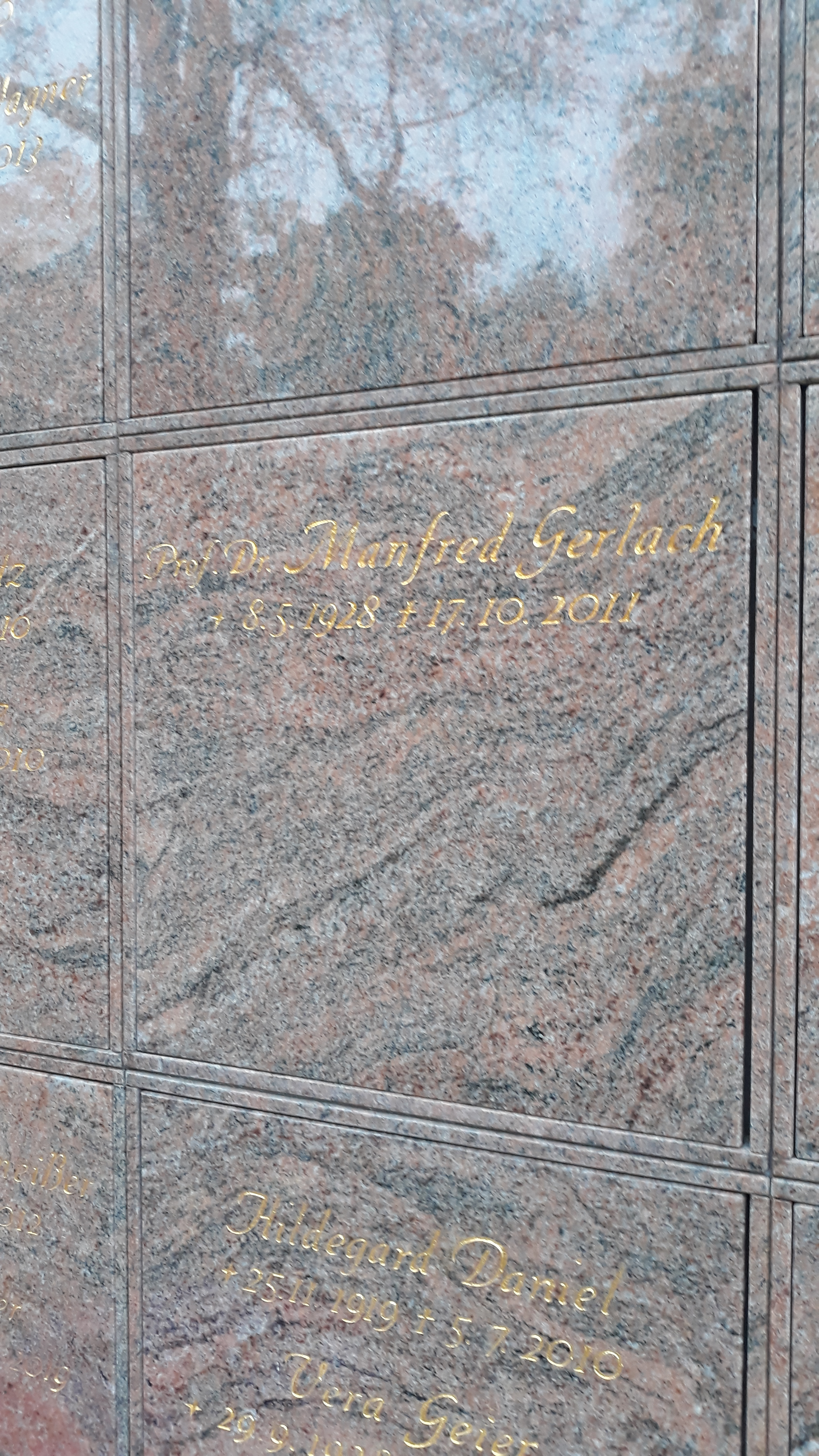
Grab auf dem Evangelischen Laurentius-Friedhof in Berlin-Köpenick

Ermittlungen der Staatsanwaltschaft beim Berliner Kammergericht gegen Gerlach wegen des Verdachts der Freiheitsberaubung mit Todesfolge wurden eingestellt. Im Jahr 2000 erklärte das Landgericht Leipzig ihn für nicht verhandlungsfähig. Zwei Jahre später fand vor dem Landgericht Leipzig ein Verfahren statt, in dem Gerlach beschuldigt wurde, die Gruppe um Werner Ihmels und weitere Personen beim NKWD denunziert zu haben. Das Verfahren wurde wegen Verjährung eingestellt.

## Ehrungen und Mitgliedschaften
Gerlach erhielt am 6. Mai 1955 den Vaterländischen Verdienstorden in Silber, die Deutsche Friedensmedaille, 1964 den Vaterländischen Verdienstorden und den Stern der Völkerfreundschaft, 1988 den Karl-Marx-Orden.

## Schriften
- Dem Frieden eine sichere Heimstatt in ganz Deutschland, Berlin 1961
- Wir Liberaldemokraten stärken das sozialistische Vaterland, Berlin 1966
- Sozialistische Demokratie, in: Die DDR - Entwicklung, Aufbau und Zukunft. Verlag Marxistische Blätter GmbH, Frankfurt am Main 1969
- Wortmeldungen zur Zeitgeschichte. Buchverlag Der Morgen, Berlin 1980
- Äußerungen über uns und unsere Zeit. Buchverlag Der Morgen, Berlin 1985
- Standortbestimmung. Buchverlag Der Morgen, Berlin 1989
- Mitverantwortlich: Als Liberaler im SED-Staat. Morgenbuch-Verlag, Berlin 1991, ISBN 3-371-00333-7
- Das Manuskript, das nicht zum Buch werden durfte, Berlin 2010, ISBN 3-8423-4331-0